# سیارک ۴۹۴۵
سیارک ۴۹۴۵ (به انگلیسی: 4945 Ikenozenni، نامگذاری:1987SJ) چهار هزار و نهصد و چهل و پنجمین سیارک کشف شده‌است که در ۱۸ سپتامبر ۱۹۸۷ کشف شد.
قدر مطلق سیارک برابر ۱۳٫۰۰ است.